# Mana (musiker)
 Der er for få eller ingen kildehenvisninger i denne artikel, hvilket er et problem. Du kan hjælpe ved at angive troværdige kilder til de påstande, som fremføres i artiklen.

Mana er en japansk guitarist og tøjdesigner. I 1992 grundlagde han bandet Malice Mizer sammen med en anden guitarist ved navn Közi. Han skabte desuden sit eget pladeselskab MidiːNette, som hoveddelen af Malice Mizers musik blev udgivet på.
Efter Malice Mizer i 2001 offentliggjorde at de ville gå hver til sit på ubestemt tid, skabte Mana sit solo-projekt Moi dix Mois.
Mana er en visual kei artist, og går derfor for det meste i kjole og make-up. Han anses for at være en af hovedskaberne af tøjstilen Gothic Lolita, og bærer som oftest tøj fra sit eget tøjfirma Moi-même-Moitié.
Mana taler aldrig i interviews, men hvisker sit svar til et andet bandmedlem. Han har også brugt ja/nej skilte, og bruger ellers hænderne til at fortælle hvad han mener. Grunden til dette er, at han mener, at musikken er hans stemme. En enkelt gang har han dog i et TV interview sagt ordene "Guitar Mana desu", som på dansk betyder: Mit navn er Mana, jeg spiller guitar.[kilde mangler]